# From the Mars Hotel
《From the Mars Hotel》은 미국의 록 밴드 그레이트풀 데드의 일곱 번째 스튜디오 음반이다. 주로 1974년 4월에 녹음되었으며, 원래 1974년 6월 27일에 발매되었다. 이 음반은 그들 자신의 그레이트풀 데드 레코드에 있는 밴드의 두 번째 음반이었다. 《From the Mars Hotel》은 그들의 이전 음반인 《Wake of the Flood》 이후 1년도 채 되지 않았고 1974년 10월에 시작된 밴드의 당시 무한한 라이브 투어 중단 전 마지막이었다.

## 녹음
그레이트풀 데드는 1974년 3월 말에 스튜디오로 돌아왔고, 다른 곡들을 준비했다. 대다수는 다시 리드 기타리스트 제리 가르시아와 작사가 로버트 헌터에 의해 작곡되었고 가르시아의 리드 보컬이 특징이었다. 하지만, 〈Pride of Cucamonga〉와 〈Unbroken Chain〉은 모두 시인 바비 피터슨의 도움을 받아 베이시스트 필 레시에 의해 작사, 작곡되었다. 이것은 그가 데드 스튜디오 음반에서 두 곡을 부른 유일한 시간이었고, 그것들은 1985년까지 밴드를 위한 그의 마지막 리드 보컬 작업이였다. 리듬 기타리스트 밥 위어는 작사 파트너 존 페리 발로와 함께 〈Money Money〉를 기고했다.
밴드는 샌프란시스코 폴섬 스트리트에 있는 코스트 레코더로 돌아가기로 결정했고, 1967년 첫 음반을 위한 싱글로 〈The Golden Road (To Unlimited Devotion)〉를 녹음했다. 이 스튜디오는 CBS 스튜디오에 인수되어 새롭게 단장되었다. 그들은 엔지니어 로이 시걸과 함께 음반을 직접 제작했다. 시걸에 따르면, 가르시아는 그 방이 밴드가 이전 음반을 녹음했던 레코드 플랜트보다 더 "라이브" 사운드를 가지고 있었기 때문에 그 방을 좋아했다고 한다. 가르시아는 올해 초에 CBS 스튜디오에서 《Angel Clare》의 세션 동안 아트 가펑클과 함께 연주했다.

## 평가
| 전문가 평가                   | 전문가 평가 |
| 평가 점수                     | 평가 점수   |
| 출처                          | 점수        |
| ----------------------------- | ----------- |
| AllMusic                      | [ 3 ]       |
| Christgau's Record Guide      | B−          |
| The Rolling Stone Album Guide | [ 5 ]       |
| Encyclopedia of Popular Music | [ 6 ]       |

《빌리지 보이스》 비평가 로버트 크리스트가우는 "《Wake of the Flood》 ('높은 에너지'라고 주장하는 것은 아니다)보다 밝고 더 업 템포"라는 음반에 대해 《American Beauty》만큼 기억에 남는 곡을 많이 썼습니다. 로버트 헌터는 발전하지 않고 있지만 재미있는 자만심의 모음집인 〈U.S. Blues〉조차 발견되기는커녕 받은 것처럼 보입니다. 그리고 돈에 대한 위어-발로 노래는 부유한 마린 히피들이 여성을 비하하는 또 다른 방법일 뿐입니다."

## 곡 목록
| #  | 제목               | 작사·작곡                  | 리드 보컬 | 재생 시간 |
| -- | ------------------ | -------------------------- | --------- | --------- |
| 1. | 〈U.S. Blues〉     | 제리 가르시아, 로버트 헌터 | 가르시아  | 4:37      |
| 2. | 〈China Doll〉     | 가르시아, 헌터             | 가르시아  | 4:09      |
| 3. | 〈Unbroken Chain〉 | 필 레시, 로버트 피터슨     | 레시      | 6:45      |
| 4. | 〈Loose Lucy〉     | 가르시아, 헌터             | 가르시아  | 3:23      |

| #  | 제목                   | 작사·작곡             | 리드 보컬             | 재생 시간 |
| -- | ---------------------- | --------------------- | --------------------- | --------- |
| 1. | 〈Scarlet Begonias〉   | 가르시아, 헌터        | 가르시아, 도나 가드쇼 | 4:19      |
| 2. | 〈Pride of Cucamonga〉 | 레시, 피터슨          | 레시                  | 4:16      |
| 3. | 〈Money Money〉        | 밥 위어, 존 페리 발로 | 위어                  | 4:21      |
| 4. | 〈Ship of Fools〉      | 가르시아, 헌터        | 가르시아              | 5:22      |